# Raitasaari (ö i Norra Karelen)
Raitasaari är en ö i Finland. Den ligger i sjön Pielisjärvi och i sjön Pielisjärvi och i kommunen Juga i den ekonomiska regionen  Joensuu ekonomiska region  och landskapet Norra Karelen, i den centrala delen av landet, 400 km nordost om huvudstaden Helsingfors. Öns area är 6,7 hektar och dess största längd är 450 meter i sydöst-nordvästlig riktning.